# NS série 4600
 (avril 2025).
Les série 4600 des  sont des locomotives à vapeur de disposition d'essieux Consolidation (140) des Nederlandse Spoorwegen conçues pour les trains de charbon. Leur chaudière est inspirée des locomotives NS série 3700.

## Histoire

### Genèse
Au lendemain de la Première Guerre mondiale, les Staatsspoorwegen disposent de peu de locomotives à tender séparé spécifiquement conçues pour le transport des marchandises. Les locomotives série 2900 sont des 030 remontent aux années 1860-1870 tandis que d'autres trains de fret sont tractés par des locomotives série 3700, prévues pour le trafic des voyageurs. Il existe également quatre locomotives de disposition 140 construites en 1917 et 1920 pour la Noord-Brabantsch-Duitsche Spoorweg-Maatschappij (NBDS), chassées de leur ligne d'origine par la disparition du trafic de transit et renumérotées dans la série 4500.
La découverte de charbon dans le Limbourg néerlandais au début du XXe siècle et l'entrée en fonction de nombreuses mines dans les années 1920 rend nécessaire la construction de nouvelles locomotives. Les quarante 141T série 6200 donnaient satisfaction en trafic charbonnier mais ces locomotives tender n'avaient pas assez d'autonomie en eau et en charbon pour les longues distances.

### Mise au point

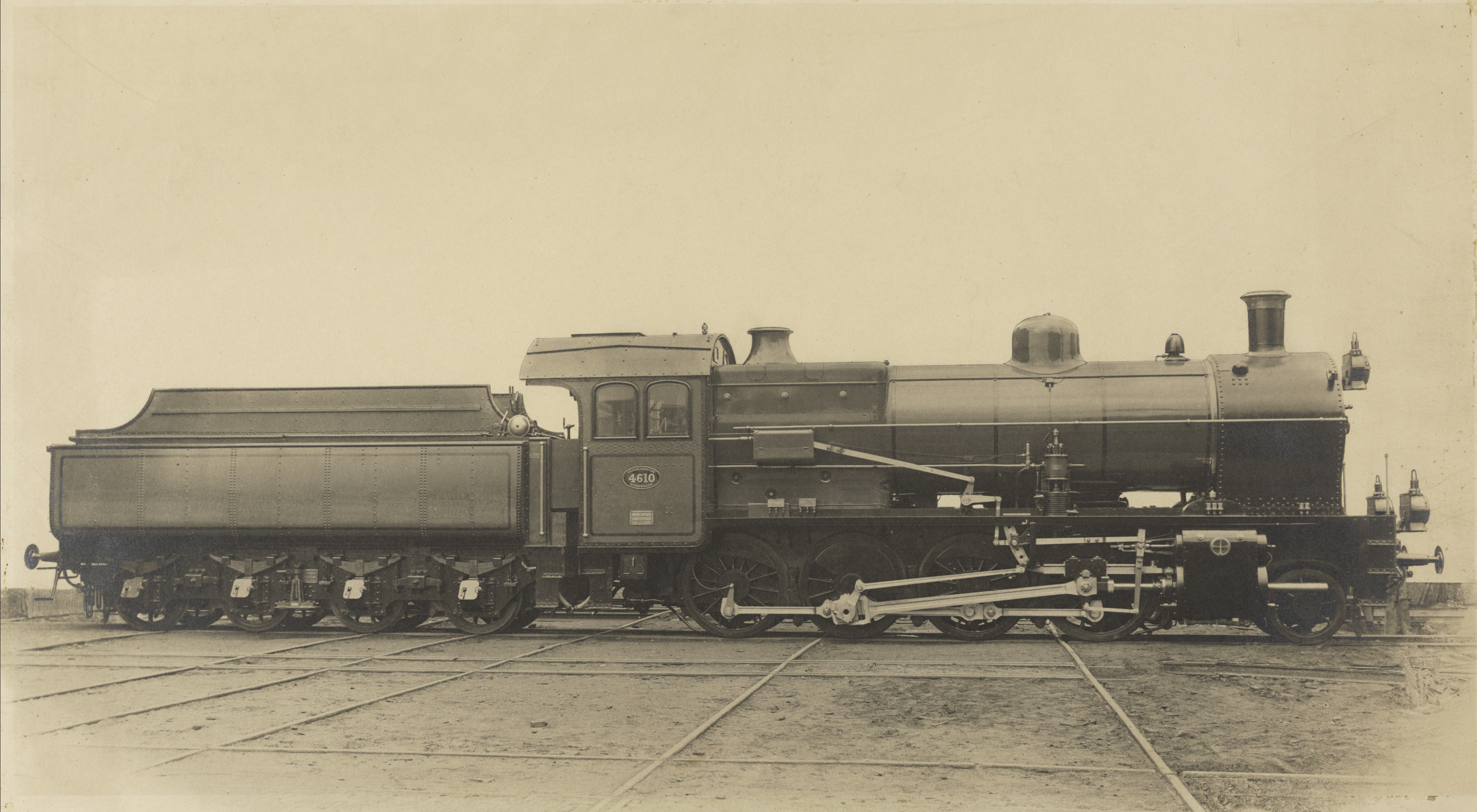
Sortie d'usine de la 4610 avec son tender d'origine.

L'ingénieur P. Larbijn, chef de la division Ateliers et Matériel, développe en partenariat avec le constructeur Werkspoor une nouvelle locomotive. La conception des machines série 4600 est la même que celle des 4500, avec des roues de même diamètre et deux larges cylindres extérieurs. La cabine, le tender et les appareillages sont remplacés par des pièces unifiées[réf. souhaitée], la chaudière est étroitement dérivée des locomotives série 3700. Le choix de n'employer que deux cylindres, sans les cylindres intérieurs des 3700, nuira à leurs qualités de roulement. Le diamètre de ces cylindres est de 600 mm, contre 520 sur les 4500 et 400 ou 420 sur les locomotives série 3700 à quatre cylindres. Sorties d'usine avec des tenders à quatre essieux, avec une soute plus large que le châssis, conçus pour les locomotives série 3700 d'après-guerre, elles les troquent prestement contre des tenders à trois essieux issus d'anciennes Ten wheel série 3700.

### Carrière

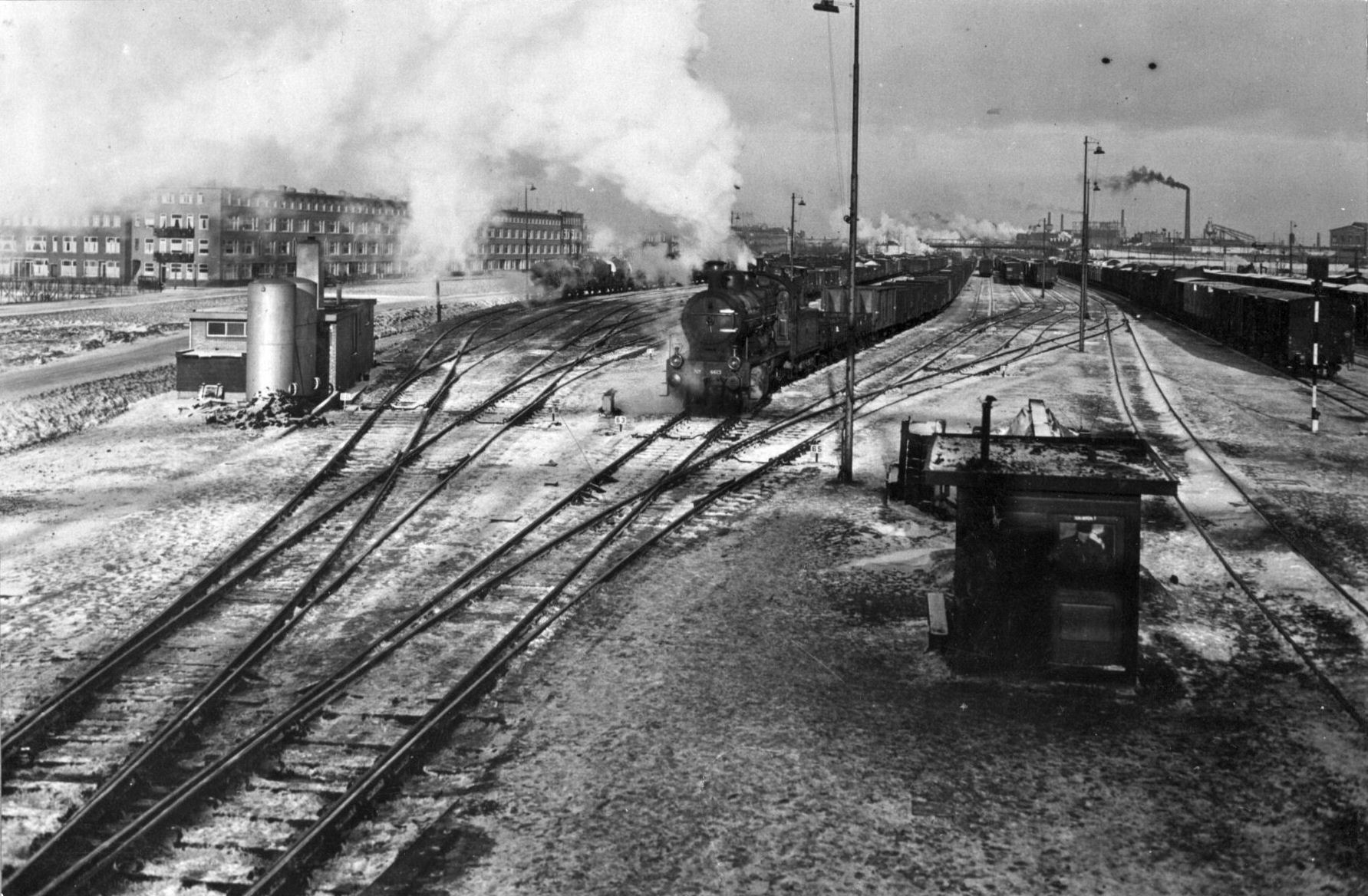
Démarrage d'un lourd trains de wagons tombereaux tracté par une 4600 en 1940.

L'usine Werkspoor d'Amsterdam livre les 4601 à 4620 en 1923.
La fusion entre les Staatsspoorwegen et la Compagnie du chemin de fer de Hollande survient en 1938. Ces derniers possèdent nombre de locomotives pour marchandises plus légères, destinées aux trains moins lourds ou plus rapides.
Principalement affectées à la remorque de lourds trains de charbon, les locomotives série 4600 sont toutes en service lorsque les Pays-Bas sont envahis par l'Allemagne en 1940. L'occupant prélève quinze de ces locomotives, dont six seront rendues irréparables par les destructions causées par le conflit en Allemagne. Ces six locomotives ainsi que la 4616, endommagée à Amsterdam, seront rayées des effectifs en 1947.
Au lendemain de la guerre, l'usine Werkspoor d'Amsterdam répare la 4613 tandis que les 4606 et 4611 sont envoyées au Danemark à l'usine Frichs pour être reconstruites. La carrière des locomotives rescapées est toutefois de courte durée, en raison de la reprise des électrifications et de l'arrivée de nouvelles locomotives construites en Norvège et au Royaume-Uni. Les dernières représentantes de la série 4600 sont radiées en 1949, aucune n'est préservée.